# Піски (Берестейський район)
Піски (біл. Пяскі) — село в Білорусі, у Берестейському районі Берестейської області. Орган місцевого самоврядування — Клейниківська сільська рада.

## Історія
У 1921 році село входило до складу гміни Мотикали Берестейського повіту Поліського воєводства Польської Республіки.

## Населення
За переписом населення Білорусі 2009 року чисельність населення села становила 136 осіб.
Станом на 10 вересня 1921 року в селі налічувалося 14 будинків та 83 мешканці, з них:
- 42 чоловіки та 41 жінка;
- 71 православний, 12 римо-католиків;
- 71 українець (русин), 12 поляків.